# Gonzalo Piovi
Gonzalo Rubén Piovi (Morón, Buenos Aires, Argentina; 8 de septiembre de 1994) es un futbolista argentino que juega como lateral izquierdo o defensor central en Club de Fútbol Cruz Azul de la Primera División de México. 

## Trayectoria

### Inicios
Debutó profesionalmente con Vélez Sarsfield contra All Boys el 19 de agosto de 2013. Participó de la Copa Libertadores 2014, llegando hasta octavos de final.
En 2015, es transferido a Argentinos Juniors. Luego de buenas actuaciones, logró el ascenso a la Primera División en el 2017.

### Racing Club
En el 2018 el 65% de su pase fue adquirido por Racing Club, firmando un contrato de 3 años. Debutó en La Academia el 16 de febrero en la victoria 3 a 1 contra Club Atlético Lanús.

#### Gimnasia de La Plata
En agosto de 2018 sin lugar en Racing Club fue cedido por un año y sin opción de compra al Club de Gimnasia y Esgrima La Plata.

#### Defensa y Justicia
En julio de 2019 se hizo oficial su llegada a Defensa y Justicia en calidad de cedido, debido a la falta de consideración en el club dueño de su pase, Racing Club. Su préstamo lo vinculó al club de Florecio Varela por un año y sin opción de compra. Su debut se hizo el 20 de julio por la Copa Argentina cuando enfrentó a Gimnasia La Plata.

#### Colón
En 2020 pasó a Colón, consiguiendo la Copa de la Liga Profesional 2021 tras vencer a Racing Club en la final por 3 a 0 el 4 de junio de 2021. Aquí convirtió su primer gol en la derrota ante Rosario Central por 4 a 1.

#### Regreso a Racing Club
En 2022, en su segunda etapa con Racing, se logra asentar en el equipo titular. Allí se coronaría subcampeón del Campeonato. El 6 de noviembre se consagra campeón y consigue su primer título con Racing Club al ganar el Trofeo de Campeones 2022 frente a Boca Juniors. El único gol que convirtió este año fue contra Arsenal de Sarandí el 19 de julio.
El 20 de enero de 2023, en la final entre Racing Club y Boca Juniors por la Supercopa Internacional, convierte el gol de penal que le da a la victoria a la Academia. Meses antes, había tenido la misma oportunidad ante River para ganar el campeonato argentino; sin embargo, por alguna razón no pudo, y solamente quedó grabada en la memoria su frase «[...] le rompo el arco». La anotación en la final contra Boca se vio como una revancha.
El 17 de febrero convirtió un gol de tiro libre en la victoria 3 a 0 ante Arsenal de Sarandí. El 27 de febrero lo volvería hacer de igual forma ante Lanús en la victoria 2 a 1.
El 17 de junio, anotó, de penal, el 2-1 frente a Vélez Sarfield, el 28 del mismo mes anotaría el 4-0 frente a Ñublense por la fecha 6 de La Copa Libertadores. El 15 de julio marcaría un penal para poner el 1-0 frente a Rosario Central.
El 3 de agosto, marcó dos goles de penal en la ida de los octavos de final de la Copa Libertadores ante Atlético Nacional. En esa misma competencia, erraría un penal el 30 de agosto en la tanda de penales en los cuartos de final contra Boca Juniors.
El 3 de septiembre, volvió a convertir de penal en la victoria 2 a 1 ante Estudiantes de La Plata. Su último gol en 2023 fue ante Lanús el 11 de noviembre en la victoria 2 a 0 de la Academia.

## Estadísticas

### Clubes
Actualizado hasta su último partido disputado el 16 de agosto de 2025.
| Club                              | Div.          | Temporada     | Liga  | Liga  | Liga   | Copas nacionales | Copas nacionales | Copas nacionales | Torneos internacionales | Torneos internacionales | Torneos internacionales | Total | Total | Total  |
| Club                              | Div.          | Temporada     | Part. | Goles | Asist. | Part.            | Goles            | Asist.           | Part.                   | Goles                   | Asist.                  | Part. | Goles | Asist. |
| --------------------------------- | ------------- | ------------- | ----- | ----- | ------ | ---------------- | ---------------- | ---------------- | ----------------------- | ----------------------- | ----------------------- | ----- | ----- | ------ |
| C. A. Vélez Sarfield Argentina    | 1.ª           | 2013-14       | 2     | 0     | 0      | —                | —                | —                | 1                       | 0                       | 0                       | 3     | 0     | 0      |
| C. A. Vélez Sarfield Argentina    | Total club    | Total club    | 2     | 0     | 0      | 0                | 0                | 0                | 1                       | 0                       | 0                       | 3     | 0     | 0      |
| Argentinos Juniors Argentina      | 1.ª           | 2016          | 11    | 0     | 0      | —                | —                | —                | —                       | —                       | —                       | 11    | 0     | 0      |
| Argentinos Juniors Argentina      | 2.ª           | 2016-17       | 11    | 0     | 0      | 1                | 0                | 0                | —                       | —                       | —                       | 12    | 0     | 0      |
| Argentinos Juniors Argentina      | 1.ª           | 2017-18       | 13    | 0     | 1      | —                | —                | —                | —                       | —                       | —                       | 13    | 0     | 1      |
| Argentinos Juniors Argentina      | Total club    | Total club    | 35    | 0     | 1      | 1                | 0                | 0                | 0                       | 0                       | 0                       | 36    | 0     | 1      |
| Racing Club Argentina             | 1.ª           | 2017-18       | 4     | 0     | 0      | 1                | 0                | 0                | —                       | —                       | —                       | 5     | 0     | 0      |
| Racing Club Argentina             | 1.ª           | 2022          | 16    | 1     | 1      | 19               | 0                | 1                | 5                       | 0                       | 1                       | 40    | 1     | 3      |
| Racing Club Argentina             | 1.ª           | 2023          | 19    | 4     | 1      | 14               | 4                | 1                | 8                       | 3                       | 0                       | 41    | 11    | 2      |
| Racing Club Argentina             | Total club    | Total club    | 39    | 5     | 2      | 34               | 4                | 2                | 13                      | 3                       | 1                       | 86    | 12    | 5      |
| Gimnasia y Esgrima (LP) Argentina | 1.ª           | 2018-19       | 18    | 0     | 0      | 9                | 1                | 0                | —                       | —                       | —                       | 27    | 1     | 0      |
| Gimnasia y Esgrima (LP) Argentina | Total club    | Total club    | 18    | 0     | 0      | 9                | 1                | 0                | 0                       | 0                       | 0                       | 27    | 1     | 0      |
| Defensa y Justicia Argentina      | 1.ª           | 2019-20       | 8     | 0     | 0      | 1                | 0                | 0                | —                       | —                       | —                       | 9     | 0     | 0      |
| Defensa y Justicia Argentina      | Total club    | Total club    | 8     | 0     | 0      | 1                | 0                | 0                | 0                       | 0                       | 0                       | 9     | 0     | 0      |
| C. A. Colón Argentina             | 1.ª           | 2020-21       | —     | —     | —      | 8                | 0                | 0                | —                       | —                       | —                       | 8     | 0     | 0      |
| C. A. Colón Argentina             | 1.ª           | 2021          | 20    | 2     | 2      | 11               | 0                | 0                | —                       | —                       | —                       | 31    | 2     | 2      |
| C. A. Colón Argentina             | Total club    | Total club    | 20    | 2     | 2      | 19               | 0                | 0                | 0                       | 0                       | 0                       | 39    | 2     | 2      |
| C. F. Cruz Azul · México          | 1.ª           | C-2024        | 23    | 0     | 0      | —                | —                | —                | —                       | —                       | —                       | 23    | 0     | 0      |
| C. F. Cruz Azul · México          | 1.ª           | 2024-25       | 34    | 0     | 4      | —                | —                | —                | 12                      | 0                       | 1                       | 46    | 0     | 5      |
| C. F. Cruz Azul · México          | 1.ª           | 2025-26       | 5     | 0     | 2      | —                | —                | —                | 2                       | 0                       | 0                       | 7     | 0     | 2      |
| C. F. Cruz Azul · México          | Total club    | Total club    | 62    | 0     | 6      | 0                | 0                | 0                | 14                      | 0                       | 1                       | 76    | 0     | 7      |
| Total carrera                     | Total carrera | Total carrera | 184   | 7     | 11     | 64               | 5                | 2                | 28                      | 3                       | 2                       | 276   | 15    | 15     |
| 1. 2.                             |               |               |       |       |        |                  |                  |                  |                         |                         |                         |       |       |        |

## Palmarés

### Campeonatos nacionales
| Título                      | Club               | País      | Año     |
| --------------------------- | ------------------ | --------- | ------- |
| Primera B Nacional          | Argentinos Juniors | Argentina | 2016-17 |
| Copa de la Liga Profesional | C. A. Colón        | Argentina | 2021    |
| Trofeo de Campeones         | Racing Club        | Argentina | 2022    |
| Supercopa Internacional     | Racing Club        | Argentina | 2022    |

### Campeonatos internacionales
| Título                           | Club            | Sede             | Año  |
| -------------------------------- | --------------- | ---------------- | ---- |
| Copa de Campeones de la Concacaf | C. F. Cruz Azul | Ciudad de México | 2025 |

## Vida privada
Es hermano del también futbolista Ezequiel Piovi.